# Улица Вадима Гетьмана (Киев)
У́лица Вади́ма Ге́тьмана (укр. ву́лиця Вади́ма Ге́тьмана) — улица в Соломенском районе города Киева, местности Казённые дачи, Караваевы дачи. Пролегает от Берестейского проспекта до железнодорожного путепровода (продолжением служит Чоколовский бульвар).
Примыкают улицы Смоленская, Металлистов, Алексы Тихого, Машиностроительная, Борщаговская, Леваневского, Индустриальный переулок, Нижнеключевая, Николая Голего, Полевая     . Шулявским Путепроводом соединена с улицей Довженко (в начале).

## История
Улица сформировалась в первое десятилетие XX века, на картах 1914 и 1918 годов зафиксирована под названием Заводская, со временем — 2-й Дачный переулок, который простирался до современной Выборгской улицы. Часть будущей улицы между Выборгской и Борщаговской улицами имела название 3-й Андреевский переулок. В 1955 году улица получила название Индустриальная.
В 1950-е годы во время строительства Малой Окружной дороги, частью которой является улица, через старую застройку была проложена Окружная улица и Окружной переулок. После объединения с последними в 1962 году улица получила современную протяжённость. По территории пролегания улицы проходили Вечевая и Муромцевская улицы и Безымянный переулок, которые были поглощены во время прокладывания улицы. В 2004 года улицу частично реконструировали.
Современное название в честь украинского политика и финансиста В. П. Гетьмана — с 2005 года.
Являясь частью Малой Окружной дороги, улица имеет большое транспортное значение. На улице расположены три очень значимых транспортных узла — железнодорожная платформа Караваевы Дачи, Индустриальный путепровод (Индустриальная (станция скоростного трамвая, Киев)) и станция метро «Шулявская».

## Важные учреждения
- № 3 — Институт клинической медицины;
- № 6 — ТРЦ «Большевик»;
- № 19/38 — Отдел по работе с обращениями граждан Соломенской районной государственной администрации;
- № 40а — «Престиж-94», мебельный магазин;
- № 46б — Экомаркет, спортзал «Антлант»;
- № 48а — железнодорожная платформа Караваевы Дачи.

## Транспорт
- Станция метро «Шулявская»
- Автобусы 42, 69
- Троллейбусы 21, 22, 27, 30, 42
- Маршрутки 455, 213, 550, 517, 17, 463, 223, 401, 205, 155, 421
- Железнодорожная станция Караваевы дачи

## Почтовые индексы
03056, 03057, 03058

## Географические координаты
- координаты начала 50°27′19″ с. ш. 30°26′45″ в. д.HGЯO
- координаты конца 50°26′17″ с. ш. 30°26′57″ в. д.HGЯO
- протяжённость 2,25 км.